# Cyrlowa Skała
Die Cyrlowa Skała ist ein Berg in den polnischen Mittleren Pieninen, einem Gebirgszug der Pieninen, mit 816 Metern Höhe. Sie liegt in den Czorsztyner Pieninen. Der Gipfel liegt ungefähr 350 Meter über dem Tal des Dunajec.

## Lage und Umgebung
Der Cyrlowa Skałka liegt im Hauptkamm der Pieninen. Südöstlich des Gipfels liegt der Dunajec-Durchbruch, nördlich liegt das Tal der Krośnica. 

## Etymologie
Der Name des Gipfels lässt sich übersetzen als Felsen des Cyrl. Man findet auch die Schreibweise Cyrhlowa Skałka, Cyrlowa Skałka oder Cyrla.

## Tourismus
Der Gipfel liegt im Pieninen-Nationalpark in einem streng geschützten Bereich und ist für Touristen nicht zugänglich.